# Ракете, Карола
Карола Ракете (нем. Carola Rackete; род. 8 мая 1988, Прец, Шлезвиг-Гольштейн, ФРГ) — немецкая активистка по борьбе с изменением климата и за социальную справедливость, политическая деятельница. Депутат Европейского парламента (2024—2025), член фракции «Левые в Европейском парламенте – GUE/NGL».

## Биография
Родилась 8 мая 1988 года в городе Прец в земле Шлезвиг-Гольштейн.
В 2007 году окончила среднюю школу.
В 2011 году окончила мореходное училище Университета прикладных наук Яде в Эльсфлете, получила степень бакалавра.
После окончания учёбы начала работать на ледоколе «Поларштерн» немецкого Института полярных и морских исследований имени Альфреда Вегенера в экспедиции в Арктике. Во время этой работы приняла решение заняться гражданским активизмом. Затем работала на ледоколе Arctic Sunrise международной экологической организации «Гринпис».
После этого завершила морскую карьеру и в 2014 году приняла участие в программе Европейской волонтёрской службы (EVS) в Быстринском природном парке. На Камчатке Ракете прожила полгода.
Затем поступила в заочную магистратуру по экологическому менеджменту в английском Университете Эдж-Хилл в Ормскерке, которую окончила в 2018 году. Одновременно работала в качестве палубного офицера на судах Антарктической службы Великобритании (BAS).
Осенью 2018 года присоединилась к сопротивлению против выселения палаточного городка активистов экологического движения на территории Хамбахского леса вблизи самого большого лигнитового карьера в Европе. Затем присоединилась к движению Extinction Rebellion и участвовала в их первой акции по блокировке моста на реке Темза в Лондоне. После этого отправилась в поездку на поезде в Китай. В течение следующих 4 месяцев брала интервью у людей, занимающихся охраной природы.

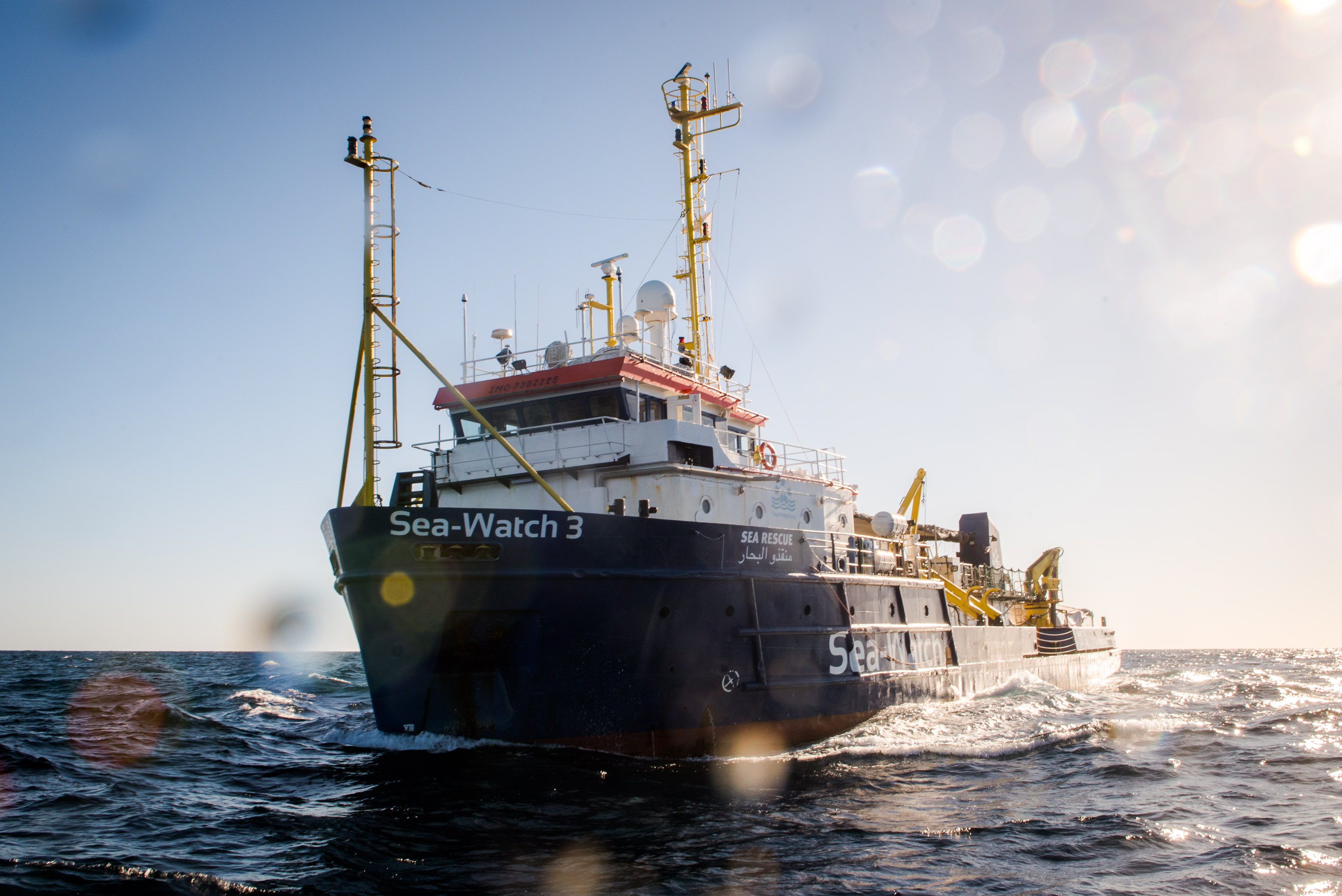
Судно Sea-Watch 3, капитаном которого была Карола Ракете

В 2016—2019 годах периодически работала волонтёром в спасательных операциях, проводимых неправительственными организациями в в акватории Средиземного моря между итальянским и ливийским побережьями. В 2018 году министр внутренних дел Италии Маттео Сальвини закрыл итальянские порты для приёма беженцев. В мае 2019 года судно Sea-Watch 3 немецкой организации Sea-Watch, занимающейся спасением беженцев на море, было конфисковано итальянскими властями. 1 июня судно освободили и оно отправилось к ливийскому побережью. 12 июня судно, капитаном которого была Карола Ракете, подобрало 53 беженцев. 29 июня Карола Ракете направила судно в порт итальянского острова Лампедуза, где была задержана итальянскими властями. Её поместили под домашний арест, а судно конфисковали. Министр иностранных дел Германии Хайко Маас потребовал освобождения Каролы Ракете. 2 июля она освобождена по решению суда. В январе 2020 года Верховный кассационный суд Италии постановил, что Ракете не следовало арестовывать.
12 июля 2019 года Совет города Парижа, столицы Франции и мэр Парижа Анн Идальго объявили о присуждении Кароле Ракете и её коллеге Пии Клемп медали Grand Vermeil. Ракете и Клемп отказались принимать награду.
10 сентября Карола Ракете получила Почётную медаль парламента Каталонии.
В 2020 году Карола Ракете стала почётным доктором бельгийского Университета Намюр.
В октябре 2020 года Специальный докладчик ООН по вопросу о положении правозащитников Мэри Лоулор заявила:
Карола Ракете, бывший капитан спасательного судна Sea-Watch 3, и члены экипажа Iuventa 10 являются правозащитниками, а не преступниками.

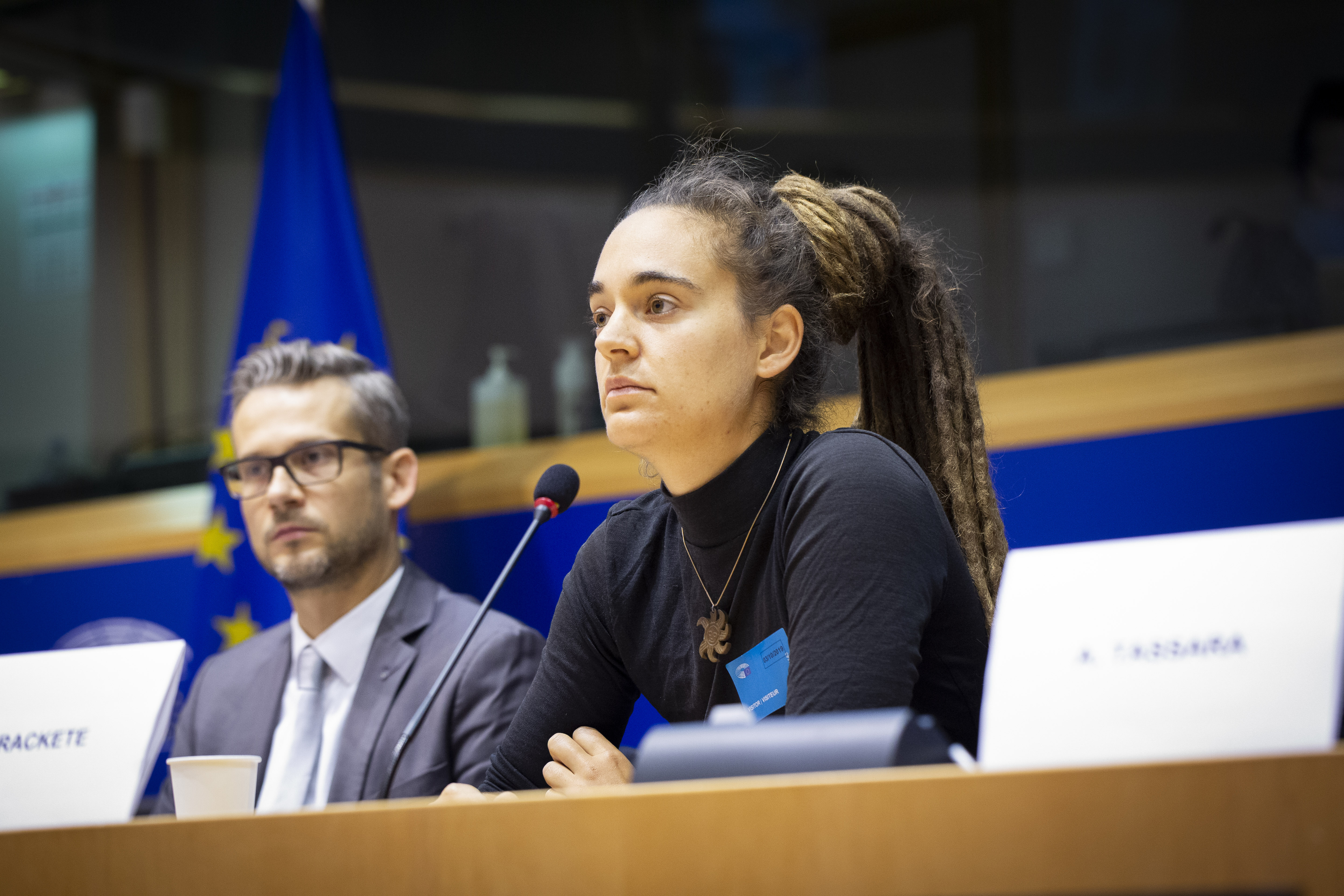
Карола Ракете в Европейском парламенте в октябре 2019 года

С 2019 года занималась различными формами активизма. Защищала лес Данненрёдер, присоединилась к экспедиции «Гринпис» в Антарктиду, вместе с Фондом Боба Брауна (Bob Brown Foundation) проводила кампанию против проекта Австралийского антарктического дивизиона (AAD) — подразделения Министерства изменения климата, энергетики, окружающей среды и водных ресурсов Австралии (DCCEEW) по строительству взлётно-посадочной полосы возле станции Дейвис.
В июле 2023 года беспартийная Ракете возглавила список Левой партии на выборах в Европейский парламент. Ракете предложила партии дистанцироваться от сталинистского прошлого и СЕПГ, но получила резкую критику от некоторых членов, многие из которых вскоре откололись в Союз Сары Вагенкнехт. На представлении своей кандидатуры она заявила, что хочет дать социальным движениям голос в Европарламенте и указать на климатический кризис как результат капиталистической эксплуатации.
По результатам выборов, которые состоялись в июне 2024 года, Карола Ракете избрана евродепутатом. Принесла присягу 16 июля. Является членом Комитета по окружающей среде, общественному здравоохранению и безопасности пищевых продуктов.
9 июля 2025 года сдала депутатский мандат, объяснив своё решение тем, что обновление партии развивается успешно, а также изначальным намерением партии сделать мандат евродепутата «коллективным» (преемником Ракете стал Мартин Гюнтер).